# Ербо фон Кагенек
Граф Арбогаст «Ербо» Альфред Паулюс Міхаель Антоніус Марія фон Кагенек (нім. Arbogast «Erbo» Alfred Paulus Michael Antonius Maria Graf von Kageneck; 2 квітня 1918, Бонн, Німецька імперія — 12 січня 1942, Неаполь, Італія) — ас люфтваффе, гауптман. Кавалер Лицарського хреста Залізного хреста з дубовим листям.

## Біографія
Четвертий із шести дітей генерал-майора графа Карла фон Кагенека. 
8 березня 1939 року зарахований у 1-у групу 1-ї винищувальної ескадри. Учасник Польської і Французької кампаній.
5 липня 1940 року переведений у 8-му ескадрилью 27-ї винищувальної ескадри, 18 вересня очолив 8-му ескадрилью. У боях в районі Мальти збив двох британських асів — І. Вестмакотта (12 травня 1941) і К. Гамільтона (14 травня 1941).
З червня 1941 року воював на радянсько-німецькому фронті. 14 серпня в районі озера Ільмень проотягом одного дня збив 5 радянських літаків.(39-43 перемоги).
В грудні 1941 року ескадра Кагенека переведена у Північну Африку. 24 грудня 1941 року під час зльоту з аеродрому Тіммі (Лівія) його літак (Messerschmitt Bf 109) був атакований австралійським винищувачем, Кагенек отримав важке поранення у живіт, але зміг посадити літак. Помер у лікарні.
Всього за час бойових дій Кагенек збив 67 літаків, з них 47 — на радянсько-німецькому фронті.

## Нагороди
- Нагрудний знак пілота
- Залізний хрест
  - 2-го класу (14 травня 1940)
  - 1-го класу (11 липня 1940)
- Нагрудний знак «За поранення» в чорному
- Авіаційна планка винищувача в золоті
- Золота медаль «За військову доблесть» (Італія) (травень 1941)
- Нагрудний знак пілота (Італія)
- Лицарський хрест Залізного хреста з дубовим листям
  - Хрест (№ 262; 30 липня 1941) — як обер-лейтенант і командир 9-ї ескадрильї 27-ї винищувальної ескадри.
  - Дубове листя (№ 39; 17 жовтня 1941) — як обер-лейтенант і командир 9-ї ескадрильї 27-ї винищувальної ескадри.